# シングルボーナス
シングルボーナスとはパチスロのボーナスのひとつ。SINと略すこともある。
ビッグボーナス、レギュラーボーナスは当選ゲームで絵柄を揃えることができなくても、ほぼすべての台（アルゼの『ギャンブルコンボ』、『コンチ4X』など少数の例外あり）でフラグが自動的に次ゲームに持ち越されるが、SINは当選ゲームで絵柄を揃えることができなければ、次ゲームにはフラグは持ち越されず、そのままフラグが消滅する（なお3号機以前ではフラグの持ち越しが認められていた）。そのゲームの当選、非当選に関わらず継続することはない。

## 2号機～4号機
シングルボーナスに当選すると、JACゲーム（ボーナスゲーム）が1ゲームだけできる。
SINを搭載している機種の特徴として、次のことが挙げられる。
1. 3号機以前の場合は、集中（後述）を搭載していることが多いが、搭載していないこともある。シングルボーナスの持ち越しが可能だったことから『ウインクル』のようにシングル成立→JACハズレ→リーチ目という図式や『コンチネンタル2』のようにシングル成立＝リーチ目が出るといったゲーム性を持った機種も存在した
2. 4号機の場合、集中かAT（アシストタイム）のいずれかを搭載している機種がほとんどである。これは、フラグの持ち越しができなくなり、SINの取りこぼしは丸損となるため、集中もATも搭載していない機種ではSINを取りこぼすとプレイヤーが不利になりすぎるからである。
  - それを承知の上で、SIN成立確率を抑えることによってプレイヤーの不利感を抑えた機種も少数存在する。メーシーの『トロピカーナ』、ユニバーサル販売の『フローズンナイツ』など。
3. SINが揃いやすくなる集中を搭載しているものが多い。
  - 集中とは、SINの抽選確率が上がることをいう。抽選確率が元に戻ることを（集中の）パンクといい、集中のパンク確率は3号機以前で300分の1以上、4号機で150分の1以上（A-Cタイプの場合）または160分の1以上（B-Cタイプの場合）である。
4. ATを搭載している機種もある。
  - AT搭載機種において、ATの対象役をSINにするとSIN入賞（絵柄が揃うこと）時と、その後のJACゲーム中の2度アシストすることができ、アシストを行わないときと行うときの枚数差を大きくできるからである。
  - ATと集中を併用した機種もある。サミーの『キングキャメル』『クラブロデオ』、テクノコーシンの『極』など。『極』においてはボーナスのストック機能（救済ストック）も併用していたが、ボーナスフラグが1個でもあると集中を発動することができない。
5. 4号機のSIN搭載機種のうちのほとんどを占める、集中かATを搭載している機種は小役カウンタを搭載していない。このため、小役の取りこぼしは丸損となる。これには以下の2つの理由がある。
  - 4号機の集中搭載機種の場合、「小役の抽選状態（確率）は2種類まで」という内部規定があり、小役カウンタは投入枚数と払い出し枚数の比率によって小役の「高確率状態」と「低確率状態」を切り替えているが、集中搭載機種は「集中突入時」と「集中非突入時」で既に2種類の抽選状態を使用しているため、さらに小役の抽選状態を切り替えることができないためである。
  - 同じく4号機のAT搭載機種の場合、小役の抽選確率自体は高確率となっているが、リール制御を工夫して取りこぼしを増やすことによって実際の小役出現確率を抑え、それにより通常時のコイン持ちを抑えているため、小役カウンタを搭載して取りこぼしを救済することが原理的にできないためである。ただし、一部機種では小役入賞率が一定以下になるとナビを作動させるなどの方法で救済していた。

## 5号機
5号機においてもシングルボーナス (SIN) に当選した場合、他のボーナス中以外はJACゲームを1回行うことが出来るが、大半の機種ではJACゲームの小役確率が通常時と同一で、現時点で導入されている5号機において有意なJACゲームを持つSINを搭載した機種はごく少数である。また4号機以前にあった「集中」は、SINの確率を変動することが禁止されたため不可能である。なお、5号機におけるSINボーナスの内容は、指定した1種類のみの小役フラグの確率を上昇させるもので（小役確率を下げることは認められていない）、SINボーナス中においてもリプレイやボーナス（SINを含む）の抽選を行うことが出来る。
このため5号機でのSINの役目は、出玉を得る手段としてよりも「0枚役」と同様に扱われていることが多い。具体的には以下のような役割を果たしている。
- リプレイタイムのパンク役 《『パチスロ戦国無双』・『パチスロキン肉マン』（いずれも山佐）など）》
- 第二種特別役物（チャレンジタイムボーナス）をパンクさせる 《『ドリスタ』（ネット）・『鬼浜爆走紅蓮隊 爆音烈士編』（アビリット） など》
- リプレイタイム突入契機小役確率を上昇させることによりその突入契機にする 《『ドリスタ』など》
- 成立したSINを取りこぼしたり特定の押し順で消化することにより、リプレイタイムやチャレンジゾーンの突入契機にする 《『パチスロ交響詩篇エウレカセブン』（サミー）など》